# Dogfight (Computerspiel)
Dogfight: 80 Years of Aerial Warfare ist ein Kampfflugsimulator-Videospiel, das von Vektor Grafix (ursprünglich als Air Glory) entwickelt und von MicroProse im Jahr 1993 für PC DOS, Atari ST and Amiga veröffentlicht. In Nordamerika wurde das Spiel unter dem Namen Air Duel: 80 Years of Dogfighting veröffentlicht.

## Spielprinzip
Das Spiel simuliert Luftkämpfe, angefangen von Doppeldeckern aus dem Ersten Weltkrieg bis hin zu modernen Kampfjets. Es stehen mehrere Spielmodi zur Auswahl, wie 1-gegen-1-Luftkämpfe, Missionen in verschiedenen Kampfgebieten sowie ein Sandbox-Modus. Spieler können zwischen der Ego- oder Third-Person-Perspektive wählen, um das Flugzeug zu steuern. In den Kampf sind Strategieelemente wie Ressourcenmanagement und Missionsplanung integriert.

## Rezeption
Computer Gaming World kritisierte 1993 die Framerate von Dogfight, die „generische und unrealistische“ Avionik, das Fehlen eines ständig berechneten Aufprallpunkts, die fehlerhafte KI und den geringen Wiederspielwert. Das Magazin gab an, dass es 1991 besser aufgenommen worden wäre, und kam zu dem Schluss, dass „Dogfight nicht schlecht ist, aber es ist sicherlich weder neu noch besser.“ In einer 1994 durchgeführten Umfrage über Wargames gab das Magazin dem Titel zwei von fünf Sternen und stellte fest, dass die Flugzeuge „nicht historisch korrekt erscheinen … Eine großartige Idee mit mittelmäßiger Ausführung“.